# Laurasie

Mapa rozmístění kontinentů

Laurasie byl severnější ze dvou kontinentů, na které se ve druhohorách rozpadl superkontinent Pangea. Zformovala se v rámci Pangey před 300 až 250 milióny let, když se k Pangee na severovýchodě připojila Sibiř. Před 200 až 150 milióny let se Laurasie oddělila od jižnější Gondwany a Pangea zanikla. Mezi Laurasií a Gondwanou vznikl na západě Atlantský oceán, zatímco na východě je už dříve odděloval oceán Tethys.
Laurasii dala jméno dvě rozsáhlá území, která v ní ležela: Laurentie (Severní Amerika, poprvé včetně Floridy) a Asie. Mezi nimi leželo území dnešní Evropy, poprvé včetně Pyrenejského a Apeninského poloostrova, zatím však chyběla Čína a rozsáhlé oblasti Jihovýchodní Asie. Ty se připojily asi před 100 milióny let, tedy v době, kdy už se Laurasie téměř rozpadla na Eurasii a Severní Ameriku.
Poznámka

O Laurasii se někdy chybně hovoří i před vznikem Pangey. Tehdy však nešlo o Laurasii, ale Laurussii (1. pád Laurussia) neboli Eurameriku. Té do Laurasie chyběly podstatné části budoucí Asie, jako je Sibiř a Kazachstánie.